# كارول إي. دنكنز
كارول إي. دنكنز (بالإنجليزية: Carol E. Dinkins)‏ هي محامية أمريكية، ولدت في 9 نوفمبر 1945 في كوربوس كريستي في الولايات المتحدة.

## وصلات خارجية
- كارول إي. دنكنز على موقع إن إن دي بي (الإنجليزية)